# San Cristóbal (vulkan)
San Cristóbal är en 1 745 meter hög aktiv stratovulkan i västra Nicaragua, tio kilometer nordost om Chinandega.